# Ignition (videogioco)
Ignition è un videogioco per PC pubblicato nel 1997 da Virgin Interactive e sviluppato da Unique Development Studios. È un videogioco di automobilismo, nonostante la componente sportiva sia stata ampiamente surclassata dalla vena comica e spensierata che costituisce le basi del gioco.

## Caratteristiche tecniche
Esistono tre versioni del gioco: per MS-DOS, Windows e 3dfx. Tutte e tre le versioni erano incluse nella stessa confezione, nonostante l'ultima delle tre richiedesse di scaricare degli aggiornamenti dal sito (oggi inesistente) della società per incompatibilità con la scheda grafica Voodoo 2.
Le risoluzioni video supportate sono 320x240, 640x480 e 800x600, mentre tra gli effetti grafici di rilievo ci sono il fumo, le sgommate, il fuoco, le scintille.
Durante il gioco si possono ascoltare le tracce audio di un cd inserito nel lettore del proprio computer e si può giocare con tastiera, joystick o joypad. È supportata la modalità a due giocatori (con il sistema schermo diviso) e la modalità multigiocatore in linea con una connessione LAN.
Il gioco è disponibile in inglese, spagnolo, italiano e svedese.

## Gioco
Ignition comprende 4 modalità di gioco, 11 veicoli e 7 piste. Ogni pista ha una variante riflessa nella difficoltà Specchio. Il tema del gioco è molto umoristico per cui il realismo della corsa è pesantemente sacrificato per far emergere tratti comici o grotteschi. Spesso capita che il veicolo del giocatore (o degli avversari) esploda, si abissi, o venga spiattellato temporaneamente. Nei primi due casi riapparirà magicamente entro qualche secondo cadendo dalle nuvole, nel terzo si "rigonfierà" entro poco. Ambientazioni, colori e suoni sono tutti improntati alla resa comica e allegra del gioco.

### Modalità di gioco
Le modalità di gioco sono Gara singola, Campionato, Sfida al tempo e Inseguimento.
- Gara singola è un'unica corsa di 3 giri contro 5 avversari su un tracciato a scelta.
- Campionato è una serie di 5, 6 o 7 gare (dipende dal livello di difficoltà) con classifica finale. Ogni gara viene corsa per 3 giri assieme a 5 avversari (gli stessi per tutto il campionato), alla fine della quale ogni veicolo guadagnerà punti in base al piazzamento: 10 al primo, 7 al secondo, 5 al terzo, 3 al quarto, 2 al quinto e 1 al sesto e ultimo concorrente. Il giocatore non potrà avanzare alla gara successiva se non arriva almeno 3 nella gara corrente. Vincendo il campionato si accede al campionato di livello successivo. I livelli sono: Amatoriale (5 circuiti), Principiante (6), Pro (7) e Specchio (7 circuiti riflessi).
- Sfida al tempo è una sfida senza avversari per battere i migliori tempi di ogni circuito sul singolo giro e sull'intera corsa. I migliori tempi fatti registrare dal giocatore in questa modalità vengono riproposti dal computer nelle sfide successive in modalità "fantasma", visualizzando lungo il tracciato un'auto trasparente e impalpabile (dalle sembianze generiche) che ripete la performance registrata.
- Inseguimento è sempre un'unica corsa contro 5 avversari su un tracciato a scelta, ma in questa modalità, alla fine di ogni giro, l'ultimo concorrente viene eliminato (con una vistosa esplosione). Il numero massimo di giri che il giocatore può completare (in caso di vittoria) è dunque 5.

Tutte le modalità possono essere giocate in multigiocatore.

### Veicoli
Tutti i veicoli hanno differenti valori di 4 caratteristiche: velocità, accelerazione, turbo, tenuta di strada. Il "turbo" consiste in un'accelerazione addizionale (accompagnata da scia di stelle e un rumore identificativo personale) effettuabile dal giocatore quando la relativa barra è piena. Velocità e durata dell'accelerazione, così come la velocità di ricarica della barra, dipendono dal veicolo.
I veicoli selezionabili subito sono i seguenti:
- Bug: letteralmente "insetto", è infatti un Maggiolino Volkswagen azzurro con antenna radio alzata.
- Coop: una Mini Cooper rossa con tetto e strisce sul cofano bianche.
- Enforcer: auto della polizia di Los Angeles nera con l'abitacolo bianco, accende le sirene (rosse e blu) ogni volta che si aziona il turbo.
- Evac: Jeep Wrangler verde attrezzato per il pronto soccorso, ha una croce rossa sul tetto di tela. È il veicolo più lento del gioco.
- Redneck: letteralmente "collo rosso", nome comico derivato dalla celebre Testarossa è in realtà una decappottabile basata sulla Ford Mustang prima serie degli anni sessanta. È rossa con il cofano interamente coperto dal disegno di una fiammata gialla/arancione e la capote nera. Il suo clacson suona le prime note de La cucaracha.
- School Bus: uno scuolabus arancio.
- Smoke: letteralmente "fumo", è una motrice di un camion gialla, rossa e verde. È il veicolo con la maggior tenuta di strada e quello più "pesante" da manovrare (lo sterza gira meno). Quando si aziona il turbo aumenta visibilmente il fumo che fuoriesce dalle ciminiere.

I veicoli sbloccabili superando il relativo livello di difficoltà sono:
- Banana: una Porsche 911 gialla.
- Monster: un monster truck giallo e nero basato su un furgone GMC. "Ruggisce" ogni volta che si aziona il turbo.
- Vegas: una Dodge Demon (versione elaborata della Dodge Dart) nera con doppia striscia centrale arancione. Azionando il turbo il pilota ride sonoramente.
- Ignition: un'autovettura elaborata per le corse di colore giallo rosso e azzurro, è in assoluto il veicolo più veloce del gioco (e l'ultimo che si può sbloccare). È infatti l'unico che raggiunge i livelli massimi di velocità, accelerazione e turbo, rimanendo "solo" secondo per quanto riguarda la tenuta di strada. Con il suo turbo si sente un ululato. Data la velocità e la durata del turbo, Ignition si dimostra un'auto non facile da guidare, anche perché le alte velocità diminuiscono molto la buona tenuta di strada, specialmente nelle curve più impegnative o sullo sterrato.

### Piste
I tracciati del gioco non sono veri circuiti automobilistici, ma piuttosto piste improvvisate in diverse ambientazioni, più simili al concetto del "Rally". Ogni pista presenta diversi ostacoli per il giocatore, alcuni dei quali causano lo schianto del veicolo, e almeno una scorciatoia o bivio. Generalmente le scorciatoie riservano maggiore difficoltà o il rischio di incontrare un ostacolo.
Le piste giocabili subito sono:
- Moose Jaw Falls (Moose Jaw, Canada): le cascate di Moose Jaw sono una pista ambientata nelle grandi pianure e altipiani nordamericani, con vasti campi coltivati a grano, fattorie, grandi parchi e foreste con cascate, villaggi della periferia americana attraversati dalla ferrovia.
- Gold Rush (USA): letteralmente corsa all'oro, è un'ambientazione da Far west con tanto di villaggio fantasma, miniera d'oro, deserti e le grandi strade d'attraversamento statunitensi.
- Snake Island (Caraibi): una moderna autostrada composta da diversi ponti e viadotti che attraversa un arcipelago di isole tropicali immerso in un mare limpido. Il nome isola del serpente scimmiotta le realmente esistenti Isole Cayman, le isole del caimano.
- Lost Ruins (Brasile): disperse nella foresta amazzonica si trovano villaggi primitivi e antiche rovine di civiltà perdute. Sebbene sia indicata ufficialmente come pista brasiliana, l'ambientazione ricorda maggiormente le rovine precolombiane dello Yucatán, in Messico
- Yodel Peaks (Austria): lungo i picchi delle Alpi austriache (letteralmente i picchi dello yodel, dal nome del canto tipico di quei monti) le strade perennemente innevate attraversano villaggi tipici e impianti di risalita sciistica.

Altre due piste sono sbloccabili completando i primi due livelli di difficoltà rispettivamente:
- Cape Thor (Islanda): partendo da una cittadina portuale si attraversano prati verdi, lande ghiacciate, vulcani, terreni attraversati da geyser. Il nome capo Thor riprende quello della famosa divinità della mitologia norrena.
- Tokyo Bullet' (Tokyo, Giappone): ambientato di notte, è un intricatissimo sistema di autostrade e viadotti della capitale nipponica, attraverso i palazzi illuminati dalle insegne, il porto e l'aeroporto. Il nome significa letteralmente proiettile di Tokyo e riprende il soprannome dato ai treni ad alta velocità giapponesi, gli shinkansen, soprannominati treni proiettile.

## Musica
Tutte le tracce originali del gioco sono state composte da Christian Björklund.